# Gunnar Larsson (politiker)
Gunnar Karl Viktor Larsson, född den 19 februari 1908 i Luttra socken, död den 28 mars 1996 i Toarps församling, var en svensk lantbrukare och politiker inom bondeförbundet (senare centerpartiet).

## Biografi
Larsson var ledamot av riksdagens andra kammare från 1945, invald i Skaraborgs läns valkrets. Han var riksdagsledamot i 27 år - från 1945 till 1973, med ett avbrott 1956–1958. Han avslutade sin riksdagsverksamhet som vice ordförande i Konstitutionsutskottet (från 1969) och vice ordförande för Riksdagens Revisorer.
Larssons föräldrar Karl och Ellen Larsson, född Pettersson, var prästgårdsarrendatorer i Sköttning i Luttra. Han arbetade på gården, som han så småningom övertog tillsammans med sin bror John Larsson. Gunnar Larsson studerade vintern 1929/30 vid Skara Lantmannaskola. Han hade ett stort engagemang i Svenska Landsbygdens Ungdomsförbund (SLU) och Svenska Landsbygdens Studieförbund (SLS), vars etablering i Skaraborgs län 1932 leddes av honom tillsammans med Olof Nilsson och Erik Carlsson. Larsson kom att få en nyckelroll i kommunalpolitik, som slutade med att blev vice ordförande för Svenska Kommunförbundet. Hans bana som kommunal beslutsfattare startade tidigt: Hans far var kyrkvärd och ordförande i kommunalstämman, ett uppdrag som sonen övertog 1935. Motsvarande roll hade han i Frökinds kommun, som var resultatet av den första kommunsammanslagningen. Han var landstingsman i Skaraborg 1946–1973.
Även på nationellt plan kom han i hög grad att ägna sig åt kommunala frågor. Han satt i styrelsen för Svenska landskommunernas förbund och sedan, efter sammanslagningen 1968 med Stadsförbundet till det nya Svenska kommunförbundet, som vice ordförande i det senare.

## Politisk gärning
Larssons riksdagsarbete kom att präglas av bredd. Vid sidan av kommunala frågor handlade det om folkbildning, nykterhet, försvar, polis och kyrkan. Han var ledamot av en rad statliga utredningar: 1948 års polisutredning, småbruksutredningen, utredningen om åtgärder för främjandet av ett alkoholfritt umgängesliv, 1955 års försvarsberedning, utredning om städernas väghållning, lärarbostadsutredningen, 1959 års samlingslokalsutredning, polisberedningens rådgivande nämnd, arbetsgruppen angående den kommunala demokratin, integritetsskyddskommittén och 1968 års beredning av kyrka/stat.     
Gunnar Larsson var ledamot av statspolisintendentens samrådsgrupp 1950–1964. Statspolisens chef skulle samråda med nämndens i frågor om säkerhetstjänsten. Funktionen övertogs av Rikspolisstyrelsen vid förstatligandet av polisen 1965 och Larsson blev då ledamot av Rikspolisstyrelsen fram till 1973. Han var således under 23 år en av riksdagens valda representanter, som skulle ha insyn i Säpos verksamhet.
Gunnar Larsson var ordförande för Bygdegårdarnas riksförbund från 1946 till 1963. På det lokala planet var han ordförande för Jordbrukskassan/ Föreningsbanken i Falköping. Den blev under hans tid det största lokala kassan i landet. Han hade även uppdrag inom Svenska Kyrkan och var ledamot av Skara stiftsnämnd från 1956 och från 1964 i Svenska Kyrkans församlings- och pastoratsförbund. Till detta hörde också hans ledamotskap i utredningen kyrka/stat, ledd av Alva Myrdal.

## Familj
Gunnar Larsson var sedan 1945 gift med Maj Larsson, född Johansson, som också var verksam som politiker, men också författare. De fick en son, Staffan Larsson (född 1947), professor i vuxenpedagogik vid Linköpings universitet.     

## Utmärkelser
- Riddare av Vasaorden
- Kommendör av Nordstjärneorden
- Bramstorpsplaketten (delas ut av Centerpartiet).